# Guga
Alexandre da Silva, detto Guga (Osasco, 14 giugno 1964), è un ex calciatore brasiliano, di ruolo attaccante.

## Caratteristiche tecniche
Giocava come attaccante; è diventato il capocannoniere del campionato brasiliano di calcio 1993.

## Carriera

### Club
Cresciuto nelle giovanili del Cabofriense ed incluso in prima squadra nel 1984, si trasferì successivamente al club acreano della Juventus e all'Esmeraldas Petrolero, con cui giocò per tre stagioni. Nel 1990, a ventisei anni, passò dall'Atlético Mineiro al Flamengo, rimanendovi per un breve periodo; nel 1992 si trasferì al Santos, con cui si mise in evidenza per i gol segnati; nel 1995 lasciò il Vila Belmiro per trasferirsi al Botafogo. Dopo esperienze in Arabia Saudita e Giappone, tornò in patria per difendere i colori dell'Araçatuba. Nel 2001 ha concluso la carriera giocando per il Cabofriense, club che l'aveva lanciato nel calcio professionistico.

## Palmarès

### Club
- Campionato ecuadoriano di seconda divisione: 1

Esmeraldas: 1985
- Campionato Mineiro: 1

Atlético Mineiro: 1988
- Campionato Baiano: 1

Bahia: 1998
- Campionato Paraense: 1

Paysandu: 2000

### Individuale
- Capocannoniere della Primera Categoría Serie A: 1

1985 (24 gol)
- Capocannoniere del Campeonato Brasileiro Série A: 1

1993 (14 gol)